# Oggiona con Santo Stefano
Oggiona con Santo Stefano (lombardul: Ugiuna San Steven, varesei nyelvjárásban: Ugióna San Stevan) település Olaszországban, Varese megyében. Lakosainak száma 4331 fő (2023. január 1.). Oggiona con Santo Stefano Cassano Magnago, Cavaria con Premezzo, Solbiate Arno, Carnago és Jerago con Orago községekkel határos.

## Népesség
A település népességének változása:
| Lakosok száma | 4305 | 4337 | 4308 | 4331 |
|               | 2017 | 2018 | 2020 | 2023 |